# Пјеве ди Компресето
Пјеве ди Компресето је насеље у Италији у округу Перуђа, региону Умбрија.
Према процени из 2011. у насељу је живело 140 становника. Насеље се налази на надморској висини од 551 м.